# Noah Agbaje
Noah Shawn Agbaje (* 23. Juni 2001 in München) ist ein deutsch-nigerianischer Fußballspieler.

## Karriere
Nach seinen Anfängen in der Jugend des FC Bayern München, der SpVgg Unterhaching, des TSV 1860 Rosenheim und des FC Ismaning wechselte er im Sommer 2015 in die Jugendabteilung des TSV 1860 München. Nach insgesamt drei Spielen in der B-Junioren-Bundesliga wechselte er im Sommer 2020 in die Regionalliga Bayern zu Wacker Burghausen. Dort war er zwei Spielzeiten lang unumstrittener Stammspieler und erzielte sechs Tore in 40 Ligaspielen.
Im Sommer 2022 erfolgte sein Wechsel zum Drittligisten FSV Zwickau. Dort kam er auch zu seinem ersten Einsatz im Profibereich, als er am 9. August 2022, dem 3. Spieltag, bei der 0:1-Heimniederlage gegen den MSV Duisburg in der 46. Spielminute für Can Coşkun eingewechselt wurde.
Nach dem Abstieg seiner Mannschaft wechselte er Mitte August 2023 zur zweiten Mannschaft des FC St. Pauli in die Regionalliga Nord.
Im August 2024 kehrte er zu Wacker Burghausen zurück.